# 靜暗哲水蚤
靜暗哲水蚤（学名：Scottocalanus sedatus）为厚殼水蚤科暗哲水蚤屬下的一个种。